# Teror, Gran Canaria
Teror je mesto in občina na severnem delu otoka Gran Canaria v provinci Las Palmas na Kanarskih otokih. Leta 2013 je imelo 12.671 prebivalcev, in območje mesta površino 25,70 km². Teror leži v gorah, 14 km jugozahodno od mesta Las Palmas de Gran Canaria. 8. september je lokalni praznik, ki praznuje Virgen del Pino (Devica bora, zavetnica Gran Canarie).

## Zgodovina
Zgodovina Terorja je povezana z nekaterimi temeljnimi dogodki. Pretvorba Terorja v versko in romarsko središče prebivalcev Gran Canarie; in njegov pomen kot kmetijsko središče v osrednjem delu Gran Canarie.
Njegov razvoj je nastal v 15. stoletju, skupaj s pojavom podobe Virgen del Pino in potrebo po iskanju kmetijskih naselij na rodovitnih zemljiščih z obilico vode. Mesto se je razvilo na ozemlju starodavnega gozda, ki je pokrival severni del otoka, ta razvoj pa je povezan z utrditvijo marijanske pobožnosti v tistem času.
V prvi polovici 16. stoletja je imel Teror kraljevega župana, ki so ga volili guvernerji.
V 17. stoletju je Teror doživel znatno rast prebivalstva. Urbani razvoj, skupaj s širjenjem kulta Device bora, je Teror naredil za središče velikega razcveta, v katerega so se začele naseljevati najpomembnejše družine Gran Canarie, ki so s svojo prisotnostjo tam izražale svojo ekonomsko moč in družbeni ugled. To je tudi čas prvih emigracij ljudi iz Terorja v Ameriko, kot je bil primer Bernarda Rodrígueza del Tora, prvega markiza del Tora in člana starodavne kanarske družine.
19. stoletje bo za Teror odločilno po svoji konfiguraciji tako politično kot teritorialno. Leta 1836 je mestni svet Teror pridobil politično in gospodarsko moč, ki jo je do takrat imel svet Gran Canarie.

## Gospodarstvo
Gospodarstvo Terorja temelji predvsem na poljedelstvu in živinoreji, pa tudi na živilski industriji malega obsega, na primer proizvodnji peciva in klobas. Velik lokalni delodajalec je proizvajalec mineralne vode Aguas de Teror, ustanovljen leta 1916.
Zaradi lege v severni notranjosti otoka je turizem, razen izletniških gostov, šibak.

## Znamenitosti
Teror ima kot glavno arheološko dediščino trogloditsko mesto La Guanchía.
V baziliki Nuestra Señora del Pino, ki je bila po več uničenjih v 18. stoletju obnovljena, je na veličastnem baročnem oltarju lesen izrezljan kip Device Marije z otrokom (Virgen del Pino). Po izročilu naj bi se Marija prikazala nekaterim prebivalcem otoka v borovem drevesu (Pino) leta 1481, dve leti pred dokončno osvojitvijo otoka s strani Juana Rejona za špansko krono. Za zavetnico Gran Canarie jo je leta 1912 razglasil papež Pij XII., zato se Marijina praznovanja v čast odvijajo od sredine avgusta do sredine septembra. Poudarki so romanje v Teror, daritev darov in praznična sveta maša 7. in 8. septembra.
Teror ima dobro ohranjeno staro mestno jedro, ki je spomeniško zaščiteno. Tam je bazilika, tihi Trg Device borovega pred njo in lično obrobljene stavbe vzdolž slikovite ulice Calle Real de la Plaza. Potem ko so bili pastirji 8. septembra 1481 priča Marijinemu prikazovanju v bližini, je Teror postal najpomembnejši romarski cilj Gran Canarie in posledično precej uspešen. Značilnost mesta so bele hiše z arhitekturno raznolikimi, večinoma lesenimi balkoni, kjer se zbirajo številne starejše otoške družine.
Hiša muzej zavetnikov Device je zgodovinska hiša v okolici bazilike. Njen izvor sega v 17. stoletje in že pet generacij pripada družini Manrique de Lara kot zavetniku Device. Prej je bila rezidenca družine Rodríguez del Toro. Tam se je leta 1675 rodil Bernardo Rodríguez del Toro, ki mu je kralj Filip V. Španski podelil markizat del Toro in je bil izvor ugledne venezuelske družine, iz katere naročja sta María Teresa Rodríguez del Toro in Alayza, žena osvoboditelja Simón Bolívarja, Francisco Rodríguez del Toro, IV. Markiz del Toro in prvi vrhovni poveljnik neodvisne vojske Venezuele, Fernando Rodríguez del Toro, predsednik Prve venezuelske republike ali Fermín Toro, arhitekt priznanja neodvisnosti Venezuele s strani Španije.
V hiši-muzeju je soba, kjer je bival Néstor Álamo, ki je bil kronist Terorja in predhodnik romanja Pino. Prej je bil muzej kraj, kjer so hranili srebrni prestol in zaklade Device bora, ki je imel majhno kapelo, ki ji je predsedovala podoba Device.
Cistercijanski samostan je stavba zasnovana s strogo zaprto samostansko funkcijo. Sestavljajo ga trije glavni deli: cerkev, samostan in prenočišče. Trenutno je ta skupnost dobro znana po proizvodnji obrtnih slaščic.
Škofijska palača je na zadnji strani bazilike Device Bora. Stavba je bila darilo prebivalcev Terorja škofoma Moránu in Delgadu v zahvalo za njun neumorni boj pri gradnji bazilike. Palača ima več sob in teras.
Mineralna voda iz izvirov Fuente Agria je pomemben proizvod Terorja. Je v grapi Teror in je sestavljena iz treh velikih izvirov.
Ob nedeljah je v mestu tedenska tržnica. Je najbolj obremenjena in največja komercialna tržnica na vsej Gran Canarii. Prisotnost Virgen del Pino privabi v mesto veliko število ljudi. Nedeljski sejem je eden glavnih gospodarskih gibal občine. Tržnica Teroro se je v 19. stoletju samo krepila pod zaščito in privlačnostjo svetišča in pobožnosti Device iz Pina. Od leta 1872 so posebna sklicevanja na trg Villa Mariana znana kot konsolidirani trg glede na Uradni list Kanarskih otokov. Od leta 1932 se je nedeljska tržnica razvijala in širila svoje lokacijsko območje ter dosegla celo do 140 trgovskih stojnic. V preteklosti so bili sveži lokalni izdelki glavni razlog za ta priljubljeni in kulturni sejem na otoku, trenutno pa je na voljo široka paleta izdelkov. Večina se nanaša na hrano, tekstil in nakit, obstajajo pa tudi rože, verski predmeti, igrače, obrti itd.
Kanarski nož je vrsta etničnega noža, ki izvira z otoka Gran Canaria. Tradicionalno se uporablja pri kmetijskih delih. Od 1940-ih dalje je postal ugledno darilo javnih in zasebnih institucij, ki so ga podarjale različnim osebnostim in oblastem, kot so general Franco, Juan Carlos I., Hasan II. Maroški ali Bernard Nizozemski. Odkar je nekaj let ta obrt bila uvožena na druge otoke kanarskega arhipelaga, se proizvaja tudi na Fuerteventuri, Lanzaroteju, La Palmi in Tenerifu.

## Naravna zavarovana območja
Občina ima 14 % svoje površine vključene v kanarsko mrežo zavarovanih naravnih prostorov, del podeželskega parka Doramas in zavarovana krajina Pino Santo spadata v njeno pristojnost.

## Podnebje
Lega Terorja na privetrni strani otoka pogojuje podnebje s povprečno letno količino padavin okoli 6 l/m² ter pogosto prisotnostjo rose in megle v jesenskih in zimskih mesecih. Kot srednjegorski kraj je visok temperaturni kontrast med najtoplejšimi in najhladnejšimi meseci običajen in lahko poleti preseže 30 °C, pozimi pa pade na 6 °C.
- Bazilika Device bora
- Kupola bazilike Device bora
- Mestna hiša
- Fasade, Calle Real de la Plaza
- Fasade, Calle Real de la Plaza
- Fasade, Calle Real de la Plaza
- Balkoni na Calle Real de la Plaza 15